# Hippopotamus gorgops
Hippopotamus gorgops è una specie estinta di ippopotamo che visse in Africa fra il Pliocene e il Pleistocene medio, quando si estinse.
Era molto simile all'odierno ippopotamo comune, dal quale differiva per due soli aspetti: la stazza, che era molto maggiore rispetto a quest'ultimo (2,10 m al garrese e 4,30 di lunghezza), e gli occhi, che erano posti su due vere e proprie sporgenze del cranio, che rendevano possibile a questo animale lo stare completamente sommerso mentre osservava ciò che avveniva sulla superficie dell'acqua.

## Tassonomia
La specie è stata descritta nel 1928 dal paleontologo tedesco Wilhelm Otto Dietrich. 
È strettamente correlato alla specie europea Hippopotamus antiquus, di cui potrebbe essere un antenato ancestrale.

## Descrizione
H. gorgops era sostanzialmente più grande dell'attuale ippopotamo (H. amphibius),  e poteva raggiungere una massa di oltre 4000 kg.
In confronto a H. amphibius, le orbite e le aperture nasali erano più in alto sul cranio e la fossa temporale era più corta, per cui la distanza tra le orbite e l'osso temporale era più corta dando luogo a una posizione più avanzata del muscolo temporale.
Anche le linee nucali e la cresta sagittale erano proporzionalmente più alte e il palato era più allungato.
Il H. gorgops doveva essere molto simile a H. amphibius.

## Ecologia
Le analisi isotopiche su reperti provenienti dal bacino del Lago Turkana, suggeriscono una dieta con un elevato contenuto di piante erbacee del tipo C4, cioè con molecole a quattro atomi di carbonio. La micro usura dentale nei campioni ritrovati nella Gola di Olduvai indica un'alimentazione mista che comprendeva sia la brucatura che il consumo di erbe, con una prevalenza per la prima.
L'elevata posizione delle orbite oculari ha portato a ipotizzare uno stile di vita più acquatico rispetto a H. amphibius, anche se la robustezza degli arti indica che era in grado di muoversi agevolmente sul terreno, proprio come H. amphibius.